# Cyclopsetta querna
Cyclopsetta querna är en fiskart som först beskrevs av Jordan och Bollman, 1890.  Cyclopsetta querna ingår i släktet Cyclopsetta och familjen Paralichthyidae. IUCN kategoriserar arten globalt som livskraftig. Inga underarter finns listade i Catalogue of Life.